# Tarzan, the Ape Man (1959)
Tarzan, the Ape Man (bra: Tarzan, o Filho das Selvas) é um filme estadunidense de 1959, do gênero aventura, dirigido por Joseph M. Newman, com roteiro de Robert Hill baseado no livro de Edgar Rice Burroughs Tarzan dos Macacos.
Trata-se de uma refilmagem do clássico homônimo de 1932, que teve Johnny Weissmuller no papel-título.

## Elenco
- Denny Miller como Tarzan
- Cesare Danova como Harry Holt
- Joanna Barnes como Jane Parker
- Robert Douglas como James Parker